# Islas Slate (Ontario)
Las Islas Slate (en inglés: Slate Islands ) es un archipiélago compuesto por dos islas principales, cinco islas menores e islotes situados en el norte del Lago Superior, a 10 km (6,2 millas) al sur de la ciudad de Terrace Bay. Se cree que las islas fueron creadas por el impacto de un meteorito que formó un cráter de unos 32 km (20 millas) de ancho. En 1985, el gobierno de Ontario estableció a las Islas Slate como parque provincial de entorno natural. Las islas se caracterizan por tener el mayor rebaño en Ontario de caribú de los bosques.
La superficie total de las islas es de unos 36 kilómetros cuadrados (14 millas cuadradas). El cercano grupo de islas Leadman un kilómetro al este se consideran a menudo parte de las Islas de Slate.